# Endless Pain
Endless Pain е дебютният студиен албум на немската траш метъл група Kreator. Това е единственият албум на групата, в който Миле Петроза не е основен вокал.

## Състав
- Миле Петроза – китара и вокали
- Юрген Райл – барабани и вокали
- Роб Фиорети – бас китара
- Хорст Мюлер – продуцент
- Карл-Улрих Валтербах – изпълнителен продуцент